# KF KEK
Actualités
Dernière mise à jour : 21 avril 2024.
Le Klubi Futbollistik Korporata Energjetike e Kosovës est un club de football basé à Obilić au Kosovo, et fondé en 1928. Il évolue en Super Liga (D1).

## Palmarès
- Championnat du Kosovo (3)
  - Vainqueur : 1967, 1972, 1976

- Coupe du Kosovo (1)
  - Vainqueur : 2003

- Supercoupe du Kosovo (1)
  - Vainqueur : 2003